# 2805 Kalle
2805 Kalle је астероид главног астероидног појаса чија средња удаљеност од Сунца износи 2,695 астрономских јединица (АЈ).
Апсолутна магнитуда астероида је 12,2.